# HK VP70
VP70 — 9 миллиметровый 18-зарядный пистолет с УСМ двойного действия и с полимерной рамкой, производимый немецкой фирмой Heckler & Koch. «VP» обозначает Vollautomatische Pistole (с нем. — «(полностью)автоматический пистолет»).

## Описание
Это был первый серийный пистолет с пластиковой рамкой, опередивший Глок на 12 лет. Пистолет весит 820 граммов без магазина, что легче большинства пистолетов с металлической рамкой. Хотя пистолет был первым из подобных, он не был первым оружием, использовавшим её: его опередила винтовка Remington Nylon 66. Автоматика работает по принципу использования отдачи при запирании канала ствола свободным затвором.
Уникальной возможностью является возможность комбинирования пистолета и съёмной кобуры-приклада с военной версией пистолета. Приклад включает переводчик огня, который при присоединении приклада к пистолету позволяет выбрать режим огня. Пистолет может вести огонь в одиночном режиме и в режиме по 3 выстрела. Темп стрельбы для режима огня по 3 выстрела составляет 2200 выстрелов в минуту. Также не присоединённый приклад может использоваться как кобура. Пистолет использует подпружиненный ударник, позволяющий вести огонь только самовзводом. Спуск относительно тяжёл. Предохранителя нет. Корпус в большинстве своём сделан из ударопрочной пластмассы. Вместо мушки используется оригинальной решение: толстая стальная рампа, чьи края отполированы до блеска, а середина тёмная.

## Модификации
Существуют 3 модификации:
- VP70/VP70A1 — самая ранняя модификация. имеет на кобуре-прикладе устройство, позволяющее при присоединении к пистолету вести стрельбу очередями по три патрона.
- VP70M — военная модель, совместима с прикладом.
- VP70Z — гражданский вариант; работает только в самозарядном режиме, не совместим с прикладом.

Был дан ограниченный выпуск в 400 экземпляров VP70Z под патрон 9x21mm IMI для гражданского рынка в Италии, где использование патронов 9x19mm Parabellum является привилегией полиции и военных. На этот вариант можно установить приклад, но нельзя сменить режим огня.